# 松平伊豆守
松平伊豆守（まつだいらいずのかみ）は、江戸時代、大河内松平家の人物が伊豆守に就任したときの呼び名である。老中職などを務める人物がいたため、時代劇などによく登場する呼び名でもある。それらのモデルは主に、俗に知恵伊豆と称された松平信綱である場合が多い。
豊橋市で催される豊橋祭りの行列の松平伊豆守は、知恵伊豆の子孫で小知恵伊豆と称された松平信明である。
なお、他系統の松平家にも伊豆守に任官した人物はいるが、それらについては「他系統の松平伊豆守」節で挙げる。

## 松平伊豆守を名乗った人物
信綱と信輝の間に甲斐守輝綱が入ると、信綱嫡流の大河内松平家の歴代当主（養子相続を含む）が並ぶ。
1. 松平伊豆守信綱（1596年 - 1662年） – 武蔵国忍藩、武蔵国川越藩
2. 松平伊豆守信輝（1660年 - 1725年） – 武蔵国川越藩、下総国古河藩
3. 松平伊豆守信祝（1683年 - 1744年） – 下総国古河藩、三河国吉田藩、遠江国浜松藩
4. 松平伊豆守信復（1719年 - 1768年） – 遠江国浜松藩、三河国吉田藩
5. 松平伊豆守信礼（1737年 - 1770年） – 三河国吉田藩
6. 松平伊豆守信明（1763年 - 1817年） – 三河国吉田藩
7. 松平伊豆守信順（1793年 - 1844年） – 三河国吉田藩
8. 松平伊豆守信宝（1826年 - 1844年） – 三河国吉田藩
9. 松平伊豆守信璋（1827年 - 1849年） – 三河国吉田藩
10. 松平伊豆守信古（1829年 - 1878年） – 三河国吉田藩

松平伊豆守家の菩提寺は、平林寺（武蔵国、現在の埼玉県新座市）であった。

## フィクションにおける松平伊豆守

### 時代劇・映像作品
知恵伊豆こと松平信綱は、家光の時代をモデルにした時代劇によく登場する。
- 江戸を斬る 梓右近隠密帳（演：神山繁）
- 徳川三国志（演：松方弘樹）
- 寛永風雲録（演：里見浩太朗）
- 柳生一族の陰謀（演：高橋悦史）
- 葵 徳川三代（演：飛田航介）
- 鬼平犯科帳（演：成田三樹夫）
- 長七郎天下ご免!（演：丹波哲郎）
- 柳生十兵衛七番勝負（演：西郷輝彦）
- 将軍家光忍び旅（演：田村亮）

また、徳川吉宗に仕え享保の改革を補佐した松平信祝も、複数の映像作品に登場する。 
- 八代将軍吉宗（NHK大河ドラマ、1995年、演：西岡徳馬）
- 超高速!参勤交代 (映画、2014年、演：陣内孝則）
- 超高速!参勤交代 リターンズ（映画、2016年、演：陣内孝則）

さらに徳川家斉に仕え、松平定信の寛政の改革を補佐して後任の老中首座に就いた「寛政の遺老」の松平信明も、複数の映像作品に登場する。
- 『素浪人 月影兵庫』（近衛十四郎主演版、NETテレビ（現・テレビ朝日）・東映、1965年-1966年・1967年-1968年、名前のみ登場）
- 『隠し目付参上』（毎日放送・三船プロダクション、1976年、演：三船敏郎）
- 『月影兵庫あばれ旅』（テレビ東京・松竹、1989年・1990年、演：芦田伸介）
- 『菜の花の沖』（NHK、2000年、演：大和田伸也）

### 文学作品
タイトルは五十音順。いずれもモデルは信綱。
- 柴田錬三郎『嗚呼江戸城』
- 堀田善衛『海鳴りの底から』
- 佐々木味津三『右門捕物帖』
- 祖父江一郎『関東郡代御用留』
- 新宮正春『将軍要撃』
- 山本周五郎『正雪記』
- 杉本苑子『玉川兄弟』
- 中村彰彦『知恵伊豆に聞け』
- 岩崎栄『徳川女系図』
- 柴田錬三郎『徳川三国志』
- 笹沢左保『徳川幕閣盛衰記』
- 藤沢周平『長門守の陰謀』 (短編集)
- 篠田達明『馬上才異聞』
- 中村彰彦『保科肥後守お袖帖』
- 山田風太郎『魔界転生』

モデルは信祝
- 土橋章宏『超高速!参勤交代』

### 漫画・劇画
- 新・子連れ狼

## 他系統の松平伊豆守
戦国時代から江戸時代初期の藤井松平家当主が、松平信綱以前に伊豆守に任官している。
- 松平信一 - 2代当主。
- 松平信吉 - 3代当主。